# Labeobarbus batesii
Labeobarbus batesii är en fiskart som först beskrevs av Boulenger, 1903.  Labeobarbus batesii ingår i släktet Labeobarbus och familjen karpfiskar. IUCN kategoriserar arten globalt som livskraftig. Inga underarter finns listade i Catalogue of Life.